# Last Dance (canción de Donna Summer)
«Last Dance» (español: «El último baile») es una canción escrita y compuesta por Paul Jabara e interpretada por Donna Summer. Corresponde a la banda sonora de la película ¡Por fin es Viernes! (1978) y rápidamente se convirtió en una de las canciones emblema de la música disco. Jabara recibió un Globo de Oro y el Óscar a la mejor canción original, mientras que Summer un Grammy a la mejor interpretación femenina de R&B.

## Composición
"Last Dance" fue una de las primeras canciones de disco que contenía una parte de tiempo lento. La canción comienza lentamente, y la versión de larga duración incluye otra parte lenta en la mitad. Esta parte fue editada para el formato en 12" del sencillo, mientras que otras partes más de la canción también fueron editadas para lanzarlo en 7". Las versiones que se encuentran en la mayoría de los recopilatorios son la del sencillo de 7" (de duración 3:21) o un remix más largo en el álbum de 1979 On the Radio: Greatest Hits Volumes I & II (de duración 4:56). "Last Dance" inició la tendencia de Summer de incluir en algunas de sus canciones una introducción de tiempo lento y/o vocal. Algunos de sus éxitos en este formato son "On the Radio"; "No More Tears (Enough Is Enough)", un dueto con Barbra Streisand; "Dim All the Lights"; y en el dueto con Paul Jabara titulado "Foggy Day"/"Never Lose Your Sense of Humor", perteneciente a su álbum The Third Album.

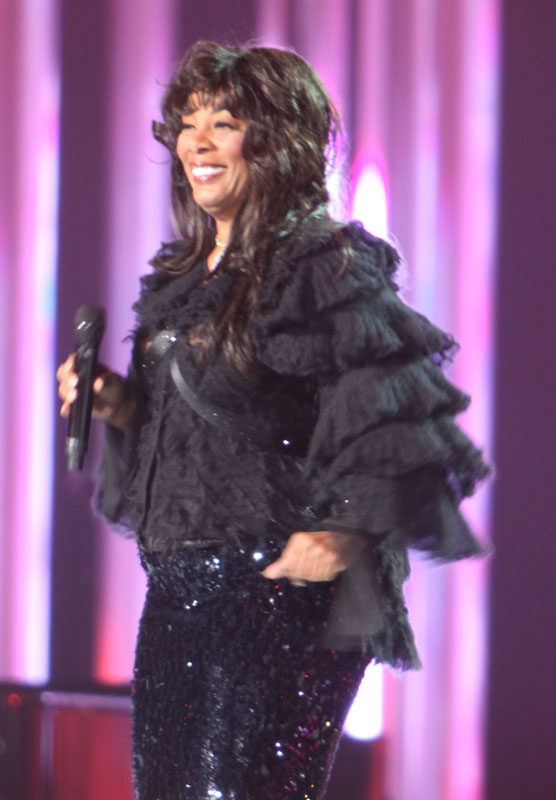
Donna Summer en el concierto del Premio Nobel de la Paz 2009

## En la película
Summer interpreta a Nicole Sims, una aspirante a cantante de música disco, quien se cuela sigilosamente en un club para cantar "Last Dance" siendo un gran triunfo. En el álbum de la banda sonora, la canción aparece en el lado A con su duración original de 8:08, y en el lado D una repetición con una duración de 3:17. Además, en el álbum se encuentran otras canciones de Summer: "With Your Love", compuesta por ella misma con Moroder y Bellotte, y "Je t'aime... moi non plus", original de Serge Gainsbourg con Jane Birkin y cantada a dueto con Moroder.

## Premios y reconocimientos
"Last Dance" ganó un Óscar y un Globo de Oro a la mejor canción original el mismo año. Es una de las canciones favoritas de Summer y sigue siendo uno de sus éxitos más populares en los Estados Unidos, alcanzando el número 3 en el Billboard Hot 100 y llegando al número 1 en el Hot Dance Club Play, manteniéndose en ese puesto durante seis semanas. El sencillo vendió más de cinco millones de copias solamente en los Estados Unidos.

## Sencillos
sencillo 7"  (1978 Casablanca 45 CB 133)
A "Last Dance" - 3:19
B "With Your Love" - 4:11
maxi 12"  (1978 Casablanca NBD 20122 DJ)
A  "Last Dance" - 8:10

## Posicionamiento en listas
| Lista (1978)                              | Máxima posición |
| ----------------------------------------- | --------------- |
| Bélgica (Flandes) (Ultratop 50)           | 9               |
| Canadá (CRIA)                             | 10              |
| Canadá (RPM Top Singles)                  | 4               |
| Países Bajos (Dutch Top 40)               | 8               |
| Países Bajos (Mega Single Top 100)        | 10              |
| Nueva Zelanda (Recorded Music NZ)         | 3               |
| España (PROMUSICAE)                       | 25              |
| España (Los 40)                           | 13              |
| Suecia (Sverigetopplistan)                | 16              |
| Reino Unido (UK Singles Chart)            | 51              |
| Estados Unidos (Billboard Hot 100)        | 3               |
| Estados Unidos (Adult Contemporary)       | 42              |
| Estados Unidos (Hot Dance Club Songs)     | 1               |
| Estados Unidos (Hot R&B/Hip-Hop Songs)    | 5               |
| Estados Unidos (Cash Box Top 100 Singles) | 4               |

### Sucesión en listas
| Predecesor: "If My Friends Could See Me Now" / "Gypsy Lady" / "Runaway Love" de Linda Clifford | Billboard Hot Dance Club Play - Sencillo número uno 3 de junio de 1978 - 8 de julio de 1978 | Sucesor: "Boogie Oogie Oogie" de A Taste of Honey |

### Premios
| Predecesor: You Light Up My Life de You Light Up My Life | Óscar a la mejor canción original 1978                | Sucesor: It Goes Like It Goes de Norma Rae |
| Predecesor: "You Light Up My Life" de Debby Boone        | Globo de Oro a la mejor canción original 1978         | Sucesor: "The Rose" de Bette Midler        |
| Predecesor: Thelma Houston por "Don't Leave Me This Way" | Grammy a la mejor interpretación femenina de R&B 1979 | Sucesor: Dionne Warwick por "Déjà Vu"      |